# Статоскоп
Статоско́п (др.-греч. στᾰτός — «стоячий, неподвижный» + др.-греч. σκοπέω — «наблюдать») — прибор для регистрации изменений высоты полёта летательного аппарата по измеряемой разности атмосферного давления и давления внутри прибора. Статоскоп предназначен главным образом для аэрофотосъёмки.
Наиболее распространён в виде жидкостного дифференциального барометра, состоящего из двух одинаковых автоматически переключающихся манометрических систем. По фиксируемому различию в уровнях спирта в манометрических трубках, давлению и температуре воздуха на высоте полёта вычисляют (с помощью барометрической формулы или используя барическую ступень) барометрические высоты точек фотографирования и их изменения с точностью порядка 0,5—1,0 м.